# De moeder (hoorspel)
De moeder is een hoorspel naar het televisiespel The Mother (1954) van Paddy Chayefsky. In een vertaling en bewerking van Coos Mulder, die ook de regie voerde, zond de VPRO het uit op vrijdag 22 december 1967. Het duurde 54 minuten.

## Rolbezetting
- Mimi Boesnach (mevrouw Fanning)
- Karin Haage (Annie, haar dochter)
- Hans Veerman (George, haar schoonzoon)
- Harry Bronk (de chef)
- Hetty Berger (de zuster)
- Dogi Rugani (mevrouw Geegan)
- Wiesje Bouwmeester (mevrouw Kline)
- Mies Hagens (andere vrouw)
- Nel Snel (de boekhoudster)
- Joke Reitsma-Hagelen, Paula Majoor & Gerrie Mantel (meisjes)
- Jos van Turenhout (mannenstem)

## Inhoud
Een 66-jarige weduwe is voor het eerst in haar leven alleen en is vastberaden om weer te gaan werken. Ze slaagt erin om een baantje als naaister te krijgen, maar wordt al na één dag ontslagen. Gedeprimeerd en eenzaam brengt ze een avond door met haar dochter en schoonzoon. Dan besluit ze - niettegenstaande het verzet van haar dochter - het nog eens te proberen…